# Тодорчук Олександр Валерійович
Олекса́ндр Вале́рійович Тодорчу́к (2 травня 1988, Київ, УРСР) — український військовослужбовець, громадський діяч, підприємець. Засновник гуманістичного руху «UAnimals», співзасновник та керівний партнер агенції «Gres Todorchuk», ініціатор створення МФО «Гуманна країна».

## Життєпис
Народився у Києві. 2005 року закінчив ліцей № 157, вступив до юридичного інституту Київського міжнародного університету. Працював аніматором у боулінг-клубі та журналістом. 2010 року з сестрою Ярославою заснував комунікаційну групу «Agentstvo», згодом перейменовану на «Gres Todorchuk PR».
У грудні 2017 року Тодорчук увійшов до топ-30 українських лідерів віком до 30 років за версією Kyiv Post.
Неодноразово входив до команди тренерів різноманітних освітніх проєктів, зокрема модульної програми «Управління благодійними фондами» Українського католицького університету та ініціатив Центру демократії та верховенства права.
Навчався в Українській школі політичних студій, був слухачем The Aspen Institute Kyiv. Восени 2021 року став стипендіатом осіннього набору на програми МВА Києво-Могилянської бізнес-школи.
У березні 2022 року, після повномасштабного вторгнення Росії в Україну, мобілізувався до лав Збройних сил України.

### Gres Todorchuk
Агенцію засновано 2010 року. Протягом 2010—2015 компанія мала назву «Agentstvo», яку було змінено на «Gres Todorchuk PR». Агенція зосередилася на культурних, освітніх та соціальних ініціативах, зокрема: Ukraine WOW, «Музей новин в Україні», фотопроєкт «Щирі», «Чорнобиль. Подорож», «Музей науки», «Парк корупції», «Велике грузинське застілля», «#дякуютато», проєкти для Ґете-Інституту, Польського інституту, підтримка гастролей Cirque du Soleil тощо. Загалом, починаючи з 2015 року, «Gres Todorchuk PR» реалізували більше 80 проєктів для великого бізнесу, культурних та державних інститутів.
2020 року проєкти аґенції отримали 13 нагород премії Effie Ukraine і нагороди Sabre Awards та European Excellence Awards. Того ж року з назви прибрано частку «PR».
2021 року Gres Todorchuk отримала 13 нагород премії Effie Ukraine та стала «Найефективнішою комунікаційною агенцією України».
Того ж року отримано дві нагороди премії Sabre Awards, потрапила до шорт-листів фестивалю Канські леви в двох категоріях: Social & Influencer та Sustainable Development Goals.
2021 — нагорода «Лев реклами. Найефективніший» від Effie Awards Ukraine.

### Зоозахисна діяльність
2016 року став засновником зоозахисного руху «UAnimals», діяльність якого розпочалася з масштабної боротьби проти експлуатації тварин у цирках. 15 жовтня 2017 року за ініціативи «UAnimals» вперше відбувся Всеукраїнський марш за права тварин, що охопив 17 міст України та став наймасштабнішою зоозахисною подією у Східній Європі. Під час маршу активістами було підписано меморандум, що декларував пріоритети зоозахисного руху України до 2025 року. Результатом цього напрямку діяльності стала низка локальних заборон пересувних цирків із тваринами, зокрема, у Києві, Івано-Франківську та Дніпрі.
2021 року марш відбувся одночасно у 30 містах та зібрав десятки тисяч людей. За рік до того подія не могла відбутися офлайн через пандемію коронавірусу, команда «UAnimals» провели громадську акцію завдяки штучному інтелекту.
2017 року «UAnimals» долучилися до антихутряного руху. В результаті перемовин з українськими брендами одягу не використовувати хутро в своїх колекціях зобов'язалися Андре Тан, BEVZA, ELENAREVA, Ksenia Schnaider, PRZHONSKAYA, Nadya Dzyak та Yana Chervinska. Згодом найбільша барахолка Києва «Кураж Базар» заборонила продаж виробів з натурального хутра в рамках своїх заходів. 24 лютого 2019 року в 10 містах відбулася акція «Знімай хутро назавжди!».
У грудні 2019 року Олександр ініціював створення міжфракційного об'єднання «Гуманна країна», яке об'єднало 25 депутатів Верховної Ради України IX скликання для поширення гуманістичних цінностей і захисту тварин від жорстокості.

## Нагороди
- Відзнака Президента України «Золоте серце» (9 грудня 2022) — за вагомий особистий внесок у надання волонтерської допомоги та розвиток волонтерського руху, зокрема під час здійснення заходів із забезпечення оборони України, захисту безпеки населення та інтересів держави у зв'язку з військовою агресією Російської Федерації проти України та подолання її наслідків[24]
- ТОП-100 лідерів України (20 листопада 2024) — рейтинг видання Українська правда, що відзначає українців, які роблять найбільший внесок в незалежність та майбутнє України[25].
- ТОП-100 (15 травня 2025) — рейтинг журналу NV, що відзначає українців, які змінюють країну на краще[26].

## Родина
- Сестра — Ярослава Федорів (1982), українська громадська діячка, журналістка та блогерка. Співзасновниця піар-агенції «Gres Todorchuk». 2018 року увійшла до рейтингу «100 найвпливовіших жінок України» за версією журналу «Фокус»[27].
- Дружина — Марія Артеменко (1991), українська громадська діячка, фахівець зі зв'язків з громадськістю. Керівниця проєкту #ЩедрийВівторок в Україні. Засновниця всеукраїнської благодійної організації «Клуб Добродіїв».

## Цікаві факти
- У грудні 2013 року, під впливом різноманітних чинників, Олександр Тодорчук вирішив змінити мову повсякденного спілкування на українську[28].
- 2017 року адоптував безпородного собаку Ганді, що мешкав у одному з притулків[29].
- Вегетаріанець[30].

### Інтерв'ю
- Я не знав, як створюється громадська організація, але знав, як незвично комунікувати. Олександр Тодорчук про UAnimals. «Bazilik». 21 січня 2021. Процитовано 17 жовтня 2021. {{cite web}}: Зовнішнє посилання в |publisher= (довідка)
- «Не треба чекати, поки світ стане ідеальним», — Олександр Тодорчук, Gres Todorchuk. «На часі». 22 травня 2020. Процитовано 20 червня 2021. {{cite web}}: Зовнішнє посилання в |publisher= (довідка)
- Олександр Тодорчук: Суспільство ділиться не на тих, хто допомагає тваринам і людям. А на тих, хто допомагає, і тих, хто пише коментарі: «Краще б ви...». «Уніан». 4 жовтня 2019. Процитовано 20 червня 2021. {{cite web}}: Зовнішнє посилання в |publisher= (довідка)
- «Йдеться про тисячі людей», — Олександр Тодорчук про Марш за тварин та досягнення UAnimals. «БЖ». вересень 2019. Процитовано 20 червня 2021. {{cite web}}: Зовнішнє посилання в |publisher= (довідка)
- Звірі без звірства: Олександр Тодорчук про права тварин, БДСМ-клуб з владою і нуль грошей. «Platfor.ma». 26 червня 2019. Процитовано 20 червня 2021. {{cite web}}: Зовнішнє посилання в |publisher= (довідка)

### Відеоматеріали
- Top 30 Under 30: Oleksandr Todorchuk на YouTube
- Наші люди — Олександр Тодорчук на YouTube
- Випуск «ТЕМА ДНЯ». «UAnimals». Олександр Тодорчук. Ведуча — Юлія Пасак на YouTube
- Гуманістичний рух «UAnimals» Гість студії — Олександр Тодорчук, засновник гуманістичного руху на YouTube
- Олександр Тодорчук на каналі «Соціальна країна» на YouTube
- Олександр Тодорчук — Як ідеї рятують світ, або Креатив для соціальних змін на YouTube